# Hoppetenzell
Hoppetenzell ist ein Stadtteil von Stockach im baden-württembergischen Landkreis Konstanz in Deutschland.

## Geographie

### Lage
Die ehemals selbständige Gemeinde Hoppetenzell liegt rund vier Kilometer nördlich der Stockacher Stadtmitte im Tal der Stockacher Aach.

### Nachbarorte
Im Norden und Osten grenzt Hoppetenzell an die Mühlinger Ortsteile Berenberg, Mühlweiler und Zoznegg sowie im Süden an den Stockacher Ortsteil Zizenhausen.

### Gliederung
Zu Hoppetenzell gehören das Dorf Hoppetenzell, die Höfe Deserhof, Neusegge, Christusreute, Schachen, Schallberg und Wolfholz sowie der Wohnplatz Altsegge.

### Geologie
In und um Hoppetenzell treten nur Ablagerungsschichten aus dem Mesozoikum (Erdmittelalter) sowie dem Känozoikum (Erdneuzeit) an die Erdoberfläche.

Oberjura, in älterer Literatur auch als Weißer Jura oder Malm bezeichnet, tritt unter anderem im Bereich der Mündung des Affolternbachs in die Aach zutage. Auf ihm sind die „Landschneckenkalke von Hoppetenzell“ als unterste Schicht der Unteren Süßwassermolasse gelagert. Diese lassen sich durch elf gefundene fossile Schneckenarten auf ein Alter von etwa 25 Millionen Jahren datieren.

## Geschichte
Hoppetenzell wird im Jahre 777 zum ersten Mal im Testament des Abtes Fulrad des Klosters St. Denis bei Paris urkundlich erwähnt. Demnach gehörte zum Besitz des Klosters ein Flecken im Hegau, der mit „Adelungcella“ (oder auch „Adelungscella“ oder „Adalongo cella“, vom Personennamen Adalun) bezeichnet wird. Nachweislich handelt es sich dabei um die heutige Ortschaft Hoppetenzell. 856 „Adalungicella“, 866 „Hadalongcella“, 1275 „Celle“, 1420 und 1456 „Zell im Madach“, 1493 „Hoppentzer Zell im Madach“. Der Ort wurde Fulrad durch Adalung, Bischof von Eichstätt übertragen. Später offenbar in Herzogsbesitz. Das Niedergericht besaß 1448 die Johanniterkommende Überlingen, vermutlich aus einer Schenkung der Herren von Bodman. Sämtliche anderen Rechte lagen bei der Landgrafschaft Nellenburg.
1465 wird Hoppetenzell durch Verkauf an den Erzherzog Sigismund österreichisch. Während des österreichisch-spanischen Erbfolgekriegs (1701–1714) lag Hoppetenzell mitten im Aufmarschgebiet der feindlichen Heere.
Im Jahre 1805, nach dem Frieden von Preßburg, wurde Hoppetenzell dem neu entstandenen Königreich Württemberg zugeteilt, dann 1810 dem neuen Großherzogtum Baden angeschlossen. 
Am 26. März 1972 gaben 253 Bürgerinnen und Bürger Hoppetenzells ihre Stimmen ab: 43 stimmten für, 210 gegen eine Einheitsgemeinde mit Zoznegg.
Hoppetenzell gehörte bis zum 1. Januar 1973 dem Landkreis Stockach an, mit dessen Auflösung erfolgte der Wechsel in den Landkreis Konstanz. Am 1. Januar 1975 wurde Hoppetenzell nach Stockach eingemeindet.

### Name
Seit der ersten Nennung im 8. Jahrhundert als „Adelungcella“/„Adelungscella“/„Adalongo cella“ sind folgende Versionen des Ortsnamens bekannt: „Hoppenczerzell“ (1491), „Hoppentzerzell“ (1543), „Hoppentzenzell“ (1545), „Hoppitzerzell“ (1629), „Hoppenzeel“ (1685), „Hoppenter Zell“ (1722) und erstmals „Hoppetenzell“ (1789).

## Politik

### Wappen
| Wappen der ehemaligen Gemeinde Hoppetenzell | Blasonierung: „In Rot ein silbernes (weißes) Johanniterkreuz, beheftet mit einem goldenen Schild, darin eine vierendige blaue Hirschstange.“ |
| Wappen der ehemaligen Gemeinde Hoppetenzell | Wappenbegründung: Das Johanniterkreuz symbolisiert die ehemalige Zugehörigkeit zur Johanniterkommende Überlingen. Mit der Zuteilung zu Württemberg im Jahr 1805 wurde dem bisherigen Ortswappen die Hirschstange eingefügt. Sie symbolisiert die frühere Zugehörigkeit Hoppetenzells zur Grafschaft Nellenburg. |

## Wirtschaft und Infrastruktur

### Postwesen

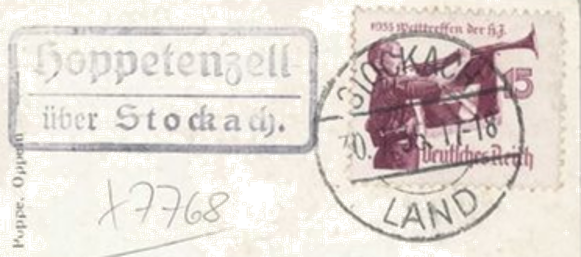
Zusätzlicher Poststempel
„Hoppetenzell über Stockach“ (1938)

Stockach war schon im 16. Jahrhundert eine bedeutende Poststation. Über Jahrhunderte liefen hier große, zwischenstaatliche Reiter- und Postkurse der Strecken Ulm-Basel, Stuttgart-Zürich und Wien-Paris zusammen. 1845 zählte die hiesige Posthalterei noch 60 Pferde.
Privatpersonen mussten vor 1821 ihre Post auf der Stockacher Postanstalt selbst abgeben. Dann entstand durch die Einrichtung einer Amtsbotenanstalt die Möglichkeit, dass Privatpersonen ihre Post einem Amtsboten übergeben konnten. Dieser brachte die Post anfangs zweimal, später dreimal wöchentlich zur Stockacher Postexpedition. In den 1850er Jahren wurde die Amtbotenanstalt aufgrund stetig zunehmendem Schriftverkehr aufgehoben, ihre Dienste der Post übertragen und zum 1. Mai 1859 die Landpostanstalt ins Leben gerufen. Im Amtsbezirk Stockach wurde unter anderem folgender Botenbezirk eingerichtet:
- Botenbezirk No. I, Montag/Mittwoch/Freitag: Stockach–Hindelwangen–Zizenhausen–Mahlspüren–Raithaslach–Münchhöf–Hoppetenzell–Stockach

Poststücke, die in die jeweilige Brieflade vor Ort eingeworfen worden waren, wurden vor der Weiterleitung vom Postboten mit einem Uhrradstempel, in Hoppetenzell mit der 6., versehen.

### Verkehr
Hoppetenzell liegt an der Bundesstraße 313 (Plochingen → Stockach) sowie an der Bahnstrecke Radolfzell–Mengen, welche ohne Halt durch den Ort verläuft.

#### Wanderwege

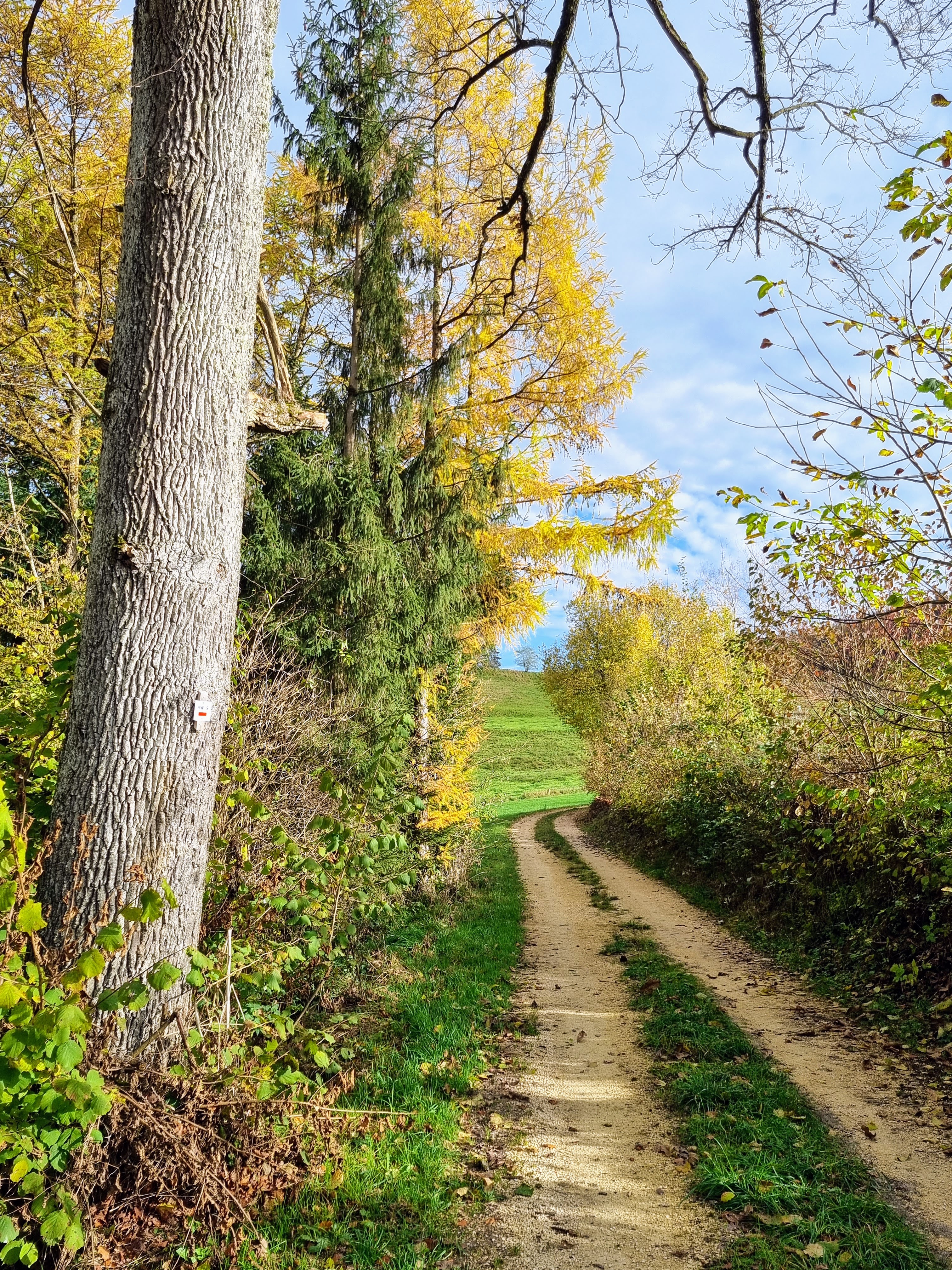
Der HW 9 südlich von Hoppetenzell

Durch Hoppetenzell verläuft neben einigen von der Stadt Stockach ausgeschilderten Wanderwegen auch der über 185 Kilometer von Spaichingen auf der westlichen Schwäbischen Alb durch Oberschwaben und entlang des Bodensees bis zum Schwarzen Grat im Württemberger Allgäu führende „Heuberg-Allgäu-Weg“.

## Persönlichkeiten

### Ehrenbürger
- Mitte Oktober 1969 verlieh die Gemeinde dem ehemaligen Pfarrer Alois Sartory in Würdigung seiner Verdienste um die Erforschung der Gemeindegeschichte als erstem Bürger das Ehrenbürgerrecht.